# سوبینگ-یژوره
سوبینگ-یژوره (به لهستانی:  Sobienie-Jeziory) یک روستا در لهستان است که در گمینا سوبینگ-یژوره واقع شده‌است. سوبینگ-یژوره ۷۰۰ نفر جمعیت دارد.